# Leo Burmester
Leo Burmester (* 1. Februar 1944 in Louisville, Kentucky; † 28. Juni 2007 in  New York City) war ein US-amerikanischer Schauspieler. Er war in über 70 Filmen oder Serien zu sehen.

## Leben
Bevor er zum Schauspiel fand, studierte Burmester an der Western Kentucky University Biologie. Im Theatre of Louisville sammelte er erste Erfahrungen auf der Bühne, wechselte dann aber ins Filmbusiness.
Er begann 1980 in dem Film Cruising mit seiner Schauspielerkarriere. Es folgte in der Sitcom Flo die Hauptrolle des Randy Stumphill. Es folgten in den 1980er Jahren Besetzungen von kleineren Rollen wie in Liebe, Lüge, Leidenschaft, George Washington II: The Forging of a Nation, Zwei mal Zwei, Die letzte Versuchung Christi oder Abyss – Abgrund des Todes. In den Serien Der Equalizer und True Blue hatte er eine Stammbesetzung inne. In Baywatch – Die Rettungsschwimmer von Malibu wirkte er in zwei Episoden mit. 1994, 1996 und 2002 war er jeweils in einer Episode der Serie Law & Order zu sehen. In Die Legende des Zorro hatte er seinen letzten Auftritt in einem größeren Film. In dem Kurzfilm Mercy hatte er seine letzte Rolle.
Er verstarb am 28. Juni 2007 an den Folgen einer Leukämie. Seine Asche wurde in Kentucky verstreut. Von 2005 bis zu seinem Tode war er mit der Schauspielerin Lora Lee Ecobelli verheiratet. Er hinterließ zwei Kinder.

## Filmografie (Auswahl)
- 1980: Cruising
- 1980–1981: Flo (Fernsehserie)
- 1981: Da steht der ganze Freeway Kopf (Honky Tonk Freeway)
- 1984: Liebe, Lüge, Leidenschaft (Fernsehserie, 1 Folge)
- 1986: George Washington II: The Forging of a Nation
- 1986: Sweet Liberty
- 1988: Zwei mal Zwei (Big Business)
- 1988: Die letzte Versuchung Christi (The Last Temptation of Christ)
- 1989: Abyss – Abgrund des Todes (The Abyss)
- 1988–1989: Der Equalizer (The Equalizer, Fernsehserie, 2 Folgen)
- 1989–1990: True Blue (Fernsehserie)
- 1992: No Surrender – Schrei nach Gerechtigkeit (Article 99)
- 1992: Bloody Marie – Eine Frau mit Biß (Innocent Blood)
- 1992: Passion Fish
- 1993: Perfect World
- 1994, 1996, 2002: Law & Order (Fernsehserie, 3 Folgen)
- 1995: Free Elli – Die Rettung des Elefantenbabys (The Great Elephant Escape)
- 1997: Solange es noch Hoffnung gibt (…First Do No Harm, Fernsehfilm)
- 1997: Im Auftrag des Teufels (Devil's Advocate)
- 1997: Switchback – Gnadenlose Flucht (Switchback)
- 1999: Wenn der Nebel sich lichtet – Limbo (Limbo)
- 2000: Baywatch – Die Rettungsschwimmer von Malibu (Fernsehserie, 2 Folgen)
- 2002: City by the Sea
- 2004: Bring mich heim (Carry Me Home)
- 2005: Die Legende des Zorro (The Legend of Zorro)
- 2007: Mercy